# Epica (álbum)
Epica es el sexto álbum de Kamelot. Fue lanzado el 13 de enero de 2003. Es el primer álbum conceptual de la banda. La mayoría de la letra fue escrita antes de que la música fuera compuesta. Este álbum se extiende con su secuela The Black Halo, está basado en la historia de Fausto de Goethe.

## Personajes
- Ariel (Roy Khan)
- Helena (Mary Youngblood)
- Mephisto (Roy Khan)

## Canciones del álbum
- Prologue – 1:07
- Center of the Universe – 5:27
- Farewell – 3:41
- Interlude I - Opiate Soul – 1:10
- The Edge of Paradise – 4:09
- Wander – 4:24
- Interlude II - Omen – 0:40
- Descent of the Archangel – 4:35
- Interlude III - At the Banquet – 0:30
- A Feast for the Vain – 3:57
- On the Coldest Winter Night – 4:03
- Lost & Damned – 4:55
- Helena's Theme – 1:51
- Interlude IV - Dawn – 0:27
- The Mourning After (Carry On) – 4:59
- III Ways to Epica – 6:16

La edición limitada contiene el bonus track:
- Snow – 4:21

La versión japonesa contiene el bonus track:
- Like the Shadows – 3:45

## Curiosidades
Este álbum inspiró al nombramiento de la banda Epica después de su lanzamiento.
- Datos: Q596772